# Жутенков, Владимир Александрович
Владимир Александрович Жутенков (2 апреля 1962, Брянск — 14 ноября 2021, Камчатский край) — российский предприниматель и политический деятель. Депутат Государственной Думы VII созыва с 18 сентября 2016 года по 12 июня 2017 года. Член фракции «Единая Россия».

## Биография
В 1981 году получил средне-техническое образование по специальности «техник-механик», окончив Брянский политехнический техникум.
В 1980 году поступил на работу на Брянский машиностроительный завод, работал токарем. С 1981 по 1987 год работал в Красноярском крае в объединении «Енисейгеофизика» в должности слесаря шестого разряда Богучанской геофизической экспедиции, техника-геофизика. С 1987 по 1992 год работал в Эвенкийской геофизической экспедиции водителем вездехода четвёртого разряда, старшим инженером по ремонту геологоразведочного оборудования, механиком транспортного участка, начальником транспортного участка экспедиции. В 1992 году вернулся в Брянск, в 1992—1993 году работал в компании «Миран» в должности заместителя директора. В 1993 году в городе Сельцо Брянской области создал частное предприятие «Тамошь» на мощностях взятого в аренду колбасного цеха облпотребсоюза. В 1997 году предприятие было переименовано в ООО "Мясокомбинат «Тамошь», после переименования работал директором, с 1999 года — генеральным директором предприятия. В 2006 году учредил сельхозпредприятие ООО «Дружба» и возглавил его. С 2008 по 2016 год работал в ООО "Мясокомбинат «Тамошь» и в ООО «Дружба» в должности управляющего делами.
В марте 2009 года баллотировался по спискам «Единой России» в депутаты Брянской областной думы, по итогам распределения мандатов был избран депутатом. В сентябре 2014 года был избран депутатом Брянской областной думы, выдвигался от партии «Единая Россия» по одномандатному избирательному округу № 18. В областной думе входил в комитет по аграрной политике и природопользованию и в комитет по бюджету, налогам и экономической политике.
В 2015 году создал холдинг «Охотно», в который вошли пять предприятий, занятых в агропромышленном секторе. Холдинг объединил ООО «Дружба», занятое производством и переработкой мяса свинины, растениеводством и производством комбикорма; ООО «Дружба-2», занятое производством овощей; ООО «Нива» и ООО «Коммунар», занятые молочным животноводством и производством молока; ООО "Мясокомбина «Тамошь», занятое переработкой и производством мясопродуктов. Два из пяти предприятий возглавляют сыновья Жутенкова. В 2016 году сам Жутенков занимал должность руководителя инвестиционных проектов холдинга «Охотно».
В 2016 году баллотировался в Госдуму от партии «Единая Россия» по одномандатному избирательному округу № 77, был избран депутатом Государственной Думы VII созыва, после чего досрочно сложил с себя полномочия депутата областной думы. После избрания в Госдуму журналисты обнаружили у Жутенкова часы Patek Philippe, стоимостью семь миллионов рублей, о чём писали медиаресурс «Лайф» и брянская газета «Комсомолец Брянска».
В июне 2017 года Жутенков написал заявление о сложении полномочий депутата Государственной Думы. Заявление о сложении Жутенковым депутатских полномочий сделал вице-спикер Госдумы Сергей Неверов, при этом вице-спикер заявил, что предложил Жутенкову стать своим советником по вопросам сельского хозяйства.
Погиб 14 ноября 2021 года на полуострове Камчатка во время отпуска, когда его снегоход врезался в дерево. За несколько месяцев до этого в результате катастрофы мотоцикла погиб его сын Дмитрий Жутенков.

## Уголовное дело и судимость за ДТП
6 сентября 2013 года Жутенков, находившийся за рулём своего автомобиля «Фольксваген Туарег», выезжая с обочины дороги не предоставил преимущества, двигавшемуся в попутном направлении автомобилю ВАЗ-217230 (Лада-Приора). В результате ДТП пострадала 33-летняя пассажирка «Приоры», находившаяся на восьмом месяце беременности, получив переломы костей таза, в результате чего она потеряла ребёнка. Уголовное дело было возбуждено только спустя полгода после ДТП — в марте 2014 года. В мае 2014 года уголовное дело было передано в суд. В июне 2014 года в связи с примирением сторон суд прекратил уголовное дело. Прекращение уголовного дела по нереабилитирующим обстоятельствам не освободило Жутенкова от судимости, которая не стала препятствием для его последующего избрания в областную думу в сентябре 2014 года и в Государственную Думу в сентябре 2016 года от партии «Единая Россия».

## Награды
- Почётный знак губернатора Брянской области «За милосердие» 1-й, 2-й и 3-й степени
- Благодарность губернатора Брянской области
- Приз губернатора «Золотой колос»[3]